# Klearchos I z Heraklei
Klearchos I lub Klearch I (gr.: Kλέαρχoς, Kléarchos) (ur. ok. 410, zm. 352 p.n.e. w Heraklei Pontyjskiej) – obywatel Heraklei Pontyjskiej nad Morzem Czarnym, pierwszy tyran Heraklei Pontyjskiej od 364 p.n.e. do swej śmierci.
Klearchos był wychowany w kulturze filozoficznej, bowiem należał do grona słuchaczy słynnego filozofa Platona. Przez cztery lata uczył się u mówcy Izokratesa w Atenach. Został przywołany z powrotem z wygnania przez arystokratów, którzy przedtem sami go wygnali, by pomógł im w zdławieniu buntu ludu. Klearch wykorzystując okazję, zawarł potajemny sojusz z Mitrydatesem I, władcą Kios. Umówił się z nim, że wyda mu miasto, po powrocie do ojczyzny, a sam obejmie urząd prefekta. Jednak nie dochował wierności sojuszu, bowiem po powrocie do Heraklei razem ze swymi ludźmi pochwycił Mitrydatesa. Uwolnił go za duży okup. Z tego powodu stał się niespodziewanie opiekunem ludu, zamiast oligarchii. Przekonał lud, żeby zdał się na jego opiekę przed senatorami, rządzącymi miastem. Ci zgodzili się na to. W ten sposób Klearch zlikwidował rządy oligarchiczne i przejął władzę w mieście jako jedynowładca w 364 p.n.e. Był wyjątkowo arogancki, surowy w stosunku do senatorów. Wielu kazał zakuć w kajdany, dzięki czemu wyłudzał okup. Niektórych z nich pozbawił życia. Prowadził częste kontakty z Artakserksesem II Mnemonem, potem z Artakserksesem III Ochosem, królami Persji, wysyłając do nich posłów.
Klearchos podawał się za syna Zeusa. Noszono przed nim złotego orła, jako symbol jego pochodzenia. Nosił purpurowe odzienie i buty oraz złotą koronę. Swego syna nazwał Keraunosem („Piorun”). Chion, syn Matrisa i bliski Klearcha, Leon (Leonides) i Euksenos, przedstawiciele rodów arystokratycznych, postanowili z innymi dokonać zamachu na jego życie. Uderzyli na Klearcha podczas składania przez niego ofiar publicznych. Chion wbił sztylet pod żebro tyrana. Klearch zmarł dwa dni później, ogromnie cierpiąc, w wieku pięćdziesięciu ośmiu lat w 353/352 p.n.e. Nawiedzały go chmary zjaw zabitych przez niego ofiar. Niemal wszyscy spiskowcy zostali zabici, jedni od ciosów straży przybocznej, inni, uwięzieni, zmarli w mękach. Władzę nad Herakleą przejął Satyros, brat tyrana i wychowawca jego synów, Tymoteusza i Dionizjusza.